# 자수 사계분경도
자수 사계분경도(刺繡 四季盆景圖)는 서울특별시 송파구 한성백제박물관에 있는 고려시대의 자수 병풍이다. 1979년 2월 8일 대한민국의 보물 제653호로 지정되었다.

## 개요
고려시대의 자수 병풍으로 전해오는 이 자수사계분경도는 조선시대 일반적으로 구성되는 8~12폭이 아닌 4폭으로 이루어져 차이가 있다. 
무늬가 없는 원형 비단에 포도가 심어져 있는 분(盆)과 분재(盆栽), 연꽃이 심어져 있는 분과 꽃병이 수 놓아졌으며, 다른 2폭에도 매화의 분재와 꽃병에 나비가 한 쌍씩 배치되어 있다. 사찰을 상징하는 卍자가 수놓여 있어, 불교의 영향을 받았던 것으로 추정된다. 수의 기법은 자련수가 많고, 분의 테두리, 포도잎 문양 등은 주위를 선수로 처리하여 윤곽을 뚜렷하게 하였으며, 솔은 솔잎 수로 처리하였다. 
이 분경도는 중국 송나라의 분경자수 병풍과 비교해 볼 때 한국적인 요소가 뚜렷하다. 특히 꼬아서 만든 실을 사용하여 자수를 많이 하였으며 색감도 안정적이다.

## 참고 자료
- 자수 사계분경도 - 국가유산청 국가유산포털